# HMS Marlborough (1807)
HMS Marlborough (Корабль Его Величества «Мальборо») — 74-пушечный линейный корабль
третьего ранга. Третий корабль Королевского
флота, названный HMS Marlborough, в честь Джона Черчилля, 1-го герцога Мальборо. Пятый линейный корабль типа Fame. Относился к так называемым «обычным 74-пушечным кораблям», нёс на верхней орудийной палубе
18-фунтовые пушки. Заложен в августе 1805 года. Спущен на воду 22 июня 1807 года на частной верфи Барнарда в
Дептфорде. Принял участие во многих морских сражениях периода Наполеоновских войн и Англо-американской войны.

## Служба
В начале ноября 1807 года Marlborough, под командованием капитана Грэма Мура, отплыл в составе эскадры контр-адмирала сэра
Сиднея Смита к Тахо, где 17 ноября корабли начали блокаду устья реки. 29 ноября 1807 года британская эскадра сопровождала королевскую семью Португалии до места, где от эскадры отделились три корабля (Marlborough, London и Bedford), которые должны были сопровождать королевскую семью в Бразилию, куда они благополучно прибыли 19 января 1808 года. Остальные корабли эскадры Смита 6 декабря вернулись к блокаде Тахо, который теперь был занят русской эскадрой.
В июле 1809 года Marlborough принял участие во второй Голландской экспедиции, целью которой было уничтожение верфей и арсеналов в Антверпене, Тернезене и Флиссингене. 13 августа принял участие в бомбардировке Флиссингена. Военно-морская бомбардировка была частью гораздо более крупной операции; британский сухопутный корпус состоял из 30 000 солдат, целью которых было оказать помощь австрийцам, вторгшись в
Голландию и уничтожив французский флот, базировавшийся в гавани Флиссингена. Экспедиция закончилась неудачно,
вследствие разразившейся эпидемии англичане к 9 декабря вынуждены были очистить Валхерен.
29 сентября 1812 года Marlborough вышел из Торбея, сопровождая торговый конвой к Бермудским островам. Во время этого плавания в районе Силли он захватил французское каперское судно Leolore, вооруженное 10 пушками и с экипажем из 80 человек. 18 февраля 1813 года отплыл от Бермудских островов к берегам Соединенных Штатов.
В качестве флагмана контр-адмирала Джорджа Кокберна Marlborough принял участие в Англо-американской войне. В марте 1813 года Marlborough, совместно с 74-пушечным кораблем San-Domingo, двумя фрегатами и двум шлюпами, во время плавания к Чесапикскому заливу обнаружили в устье реки Раппаханнок пять больших американских каперских шхун. Для их захвата были немедленно отправлены шлюпки с линейных кораблей и фрегатов, в том числе баркас и шлюпка и с Marlborough под командованием лейтенантов Джорджа Константина Ермстона и Джеймса Скотта. После плавания длиной в 15 миль британцы нашли четыре шхуны, 7-пушечную Arab, 6-пушечные Lynx и Racer и 12-пушечную Dolphin. После короткого боя британцам удалось захватить все четыре шхуны, причем шлюпки с Marlborough захватили шхуну Arab не понеся при этом потерь.
В апреле 1813 года отряд матросов и морских пехотинцев с Marlborough принял участие в экспедиции вверх по реке Элк. Британцы поднялись до городка Френчтаун, в котором размещались военные склады. Город был защищен 6-пушечной батареей, которая открыла огонь, как только показались шлюпки эскадры. Однако несмотря на сильный огонь, британцы высадились на берег, захватили батарею, сожгли военные склады и пять судов, стоявших на якоре у города.
В конце 1814 года Marlborough был выведен из состава флота и переведен в резерв в Портсмуте. Он оставался в резерве до 1835 года, когда было принято решение отправить корабль на слом.